# Arthur Samuel Lall
Arthur Samuel Lall fue un diplomático indio.
Arthur Samuel Lall fue alumno de la  Central Model School, Lahore, Balliol College en Oxford, estudió en al Universidad de Oxford. 
El 9 de octubre de 1934 entró al Indian Civil Service (British India) en el Reino Unido, llegó al British Raj en noviembre de 1934.
A partir de mayo de 1937 fue Comisionado adjunto de la Subdivisión en el Punyab.
En abril de 1940 fue designado secretario adjunto del departamento Política del Punyab.
An abril de 1941 fue designado secretario en misión especial.
En enero de 1942 fue designado adjunto del gobierno colonial de British Raj.
De 1947 a 1951 fue consejero de embajada en la Alta Comisión en Londres.
De 1951 a 1954 fue cónsul General en Nueva York.
De septiembre de 1954 a diciembre de 1959 fue representante permanente ante la Sede de las Naciones Unidas en Nueva York.
En 1959 fue Presidente de la misión de las Naciones Unidas en Samos.
De 1959 a 1963 fue embajador en Viena.
De 1961 a 1962 fue delegado a la International Conference on The Settlement of The Laotian Question, Ginebra, 1961-1962.
En 1962 fue miembro de la delegación a la conferencia de desarme en Ginebra. A partir de 1963 fue profesor de relaciones internacionales en la Universidad de Columbia, Nueva York.